# Trinax

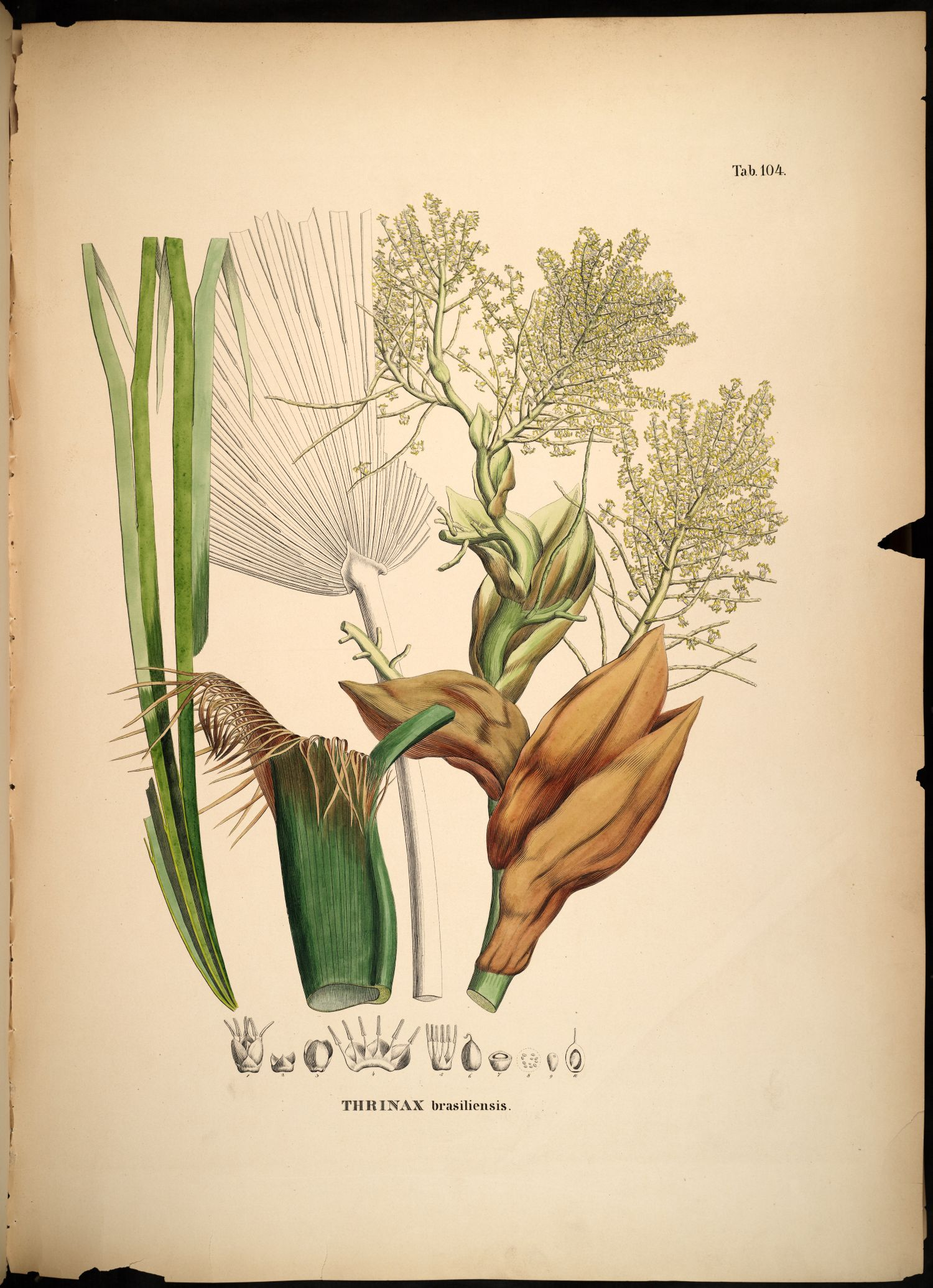
Ilustrace Thrinax brasiliensis

Trinax (Thrinax) je nevelký rod palem, zahrnující 3 druhy. Je rozšířen v Karibiku a přilehlých pobřežích Severní a Střední Ameriky. Jsou to malé až středně vysoké palmy s dlanitými, dlouze řapíkatými listy a přímým solitérním kmen.
Trinaxy jsou celkem zřídka pěstovány jako okrasné palmy a mají rozličné místní využití. Rostou velmi pomalu.

## Popis
Trinaxy jsou malé až středně vysoké, solitérní, jednodomé palmy dorůstající výšky do 10 metrů. Kmen je přímý, hladký nebo s vláknitým povrchem, na bázi obvykle s lemem kořenů. Listy jsou dlanité, induplikátní, s čepelí zpravidla členěnou na nepravidelné, vícekrát složené segmenty. Řapík je dlouhý a tenký, s ostrým okrajem, bez ostnů. Hastula na líci listové čepele je většinou výrazná, na rubu je méně vyvinutá nebo chybí.
Květenství jsou štíhlá, vzpřímená nebo sehnutá, větvená do 2. řádu a vyrůstající mezi bázemi listů. Květy jsou zřetelně stopkaté. Okvětí je miskovité, zakončené 6 laloky nebo zuby. Tyčinek je obvykle 6 až 12, mají tenké nitky a jsou volné nebo na bázi krátce srostlé. Gyneceum je tvořeno jediným plodolistem obsahujícím 1 vajíčko. Plody jsou drobné, bílé, hladké, na vrcholu se zbytky vytrvalé čnělky. Mezokarp je tenký, moučnatý, endokarp velmi tenký a papírovitý. Semena jsou smáčkle kulovitá.

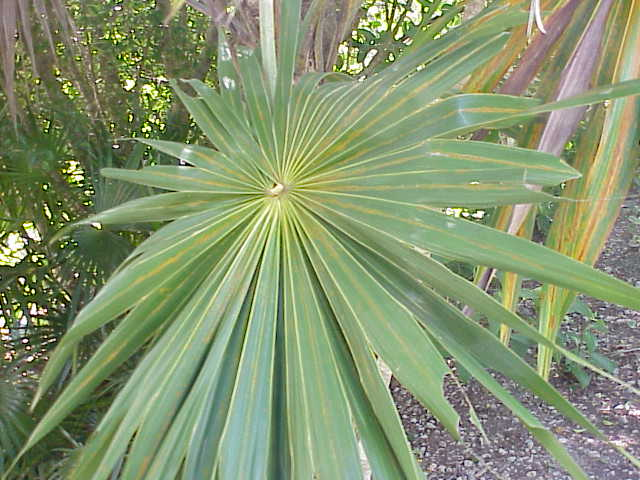
List Thrinax radiata
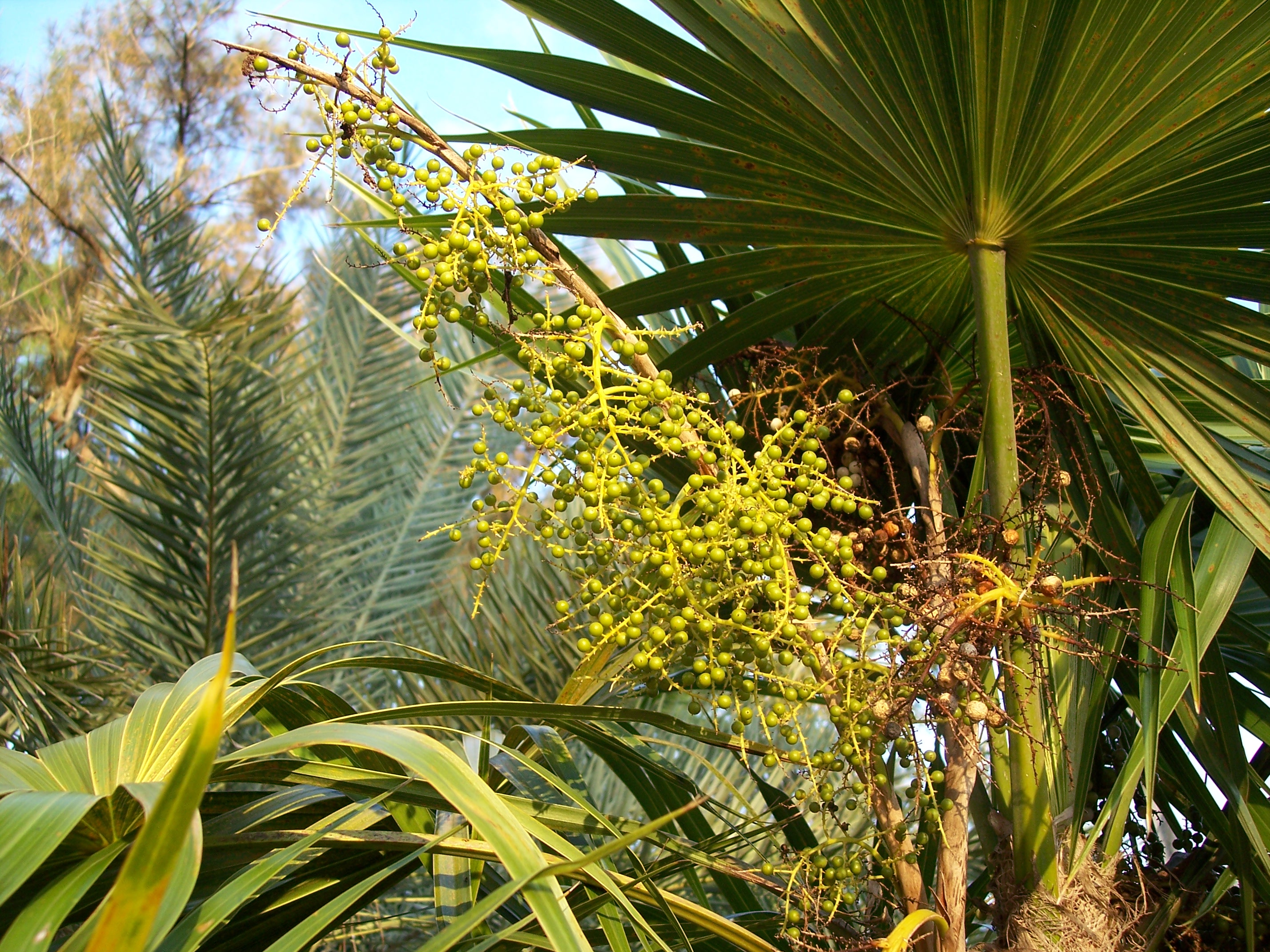
Nezralé plodenství Thrinax radiata

## Rozšíření
Rod trinax zahrnuje 3 druhy a vyskytuje se výhradně v tropické Americe. Největší areál má druh T. radiata, rozšířený na ostrovech Karibiku a na přilehlých pobřežích (Florida, jižní Mexiko a Střední Amerika od Belize po Nikaraguu). Roste na mořských pobřežích v dosahu slaných mořských větrů. Zbývající 2 druhy jsou endemity Jamajky. T. parviflora roste v suchých stálezelených lesích,  T. excelsa v horském tropickém deštném lese v nadmořských výškách až do 1200 metrů.
Zástupci rodu rostou pouze na zásaditých půdách a píscích, na vápencových, hadcových a ultrabazických výchozech nebo na pobřeží na korálových píscích. V oblastech bez dostatku vápníku se nevyskytují.

## Taxonomie
Rod Thrinax je v rámci systému palem řazen do podčeledi Coryphoideae a tribu Cryosophileae.
Podle výsledků molekulárních studií je blízce příbuzný s rody Schippia a Cryosophila. V minulosti bylo rozlišováno více druhů, v monografii z roku 1975 byl jejich počet zredukován na 4. Druh Thrinax morrissii byl navíc v roce 2008 přeřazen do nového monotypického rodu Leucothrinax, neboť se ukázal být součástí jiné vývojové větve a je blíže příbuzný s rody Hemithrinax, Coccothrinax a Zombia.

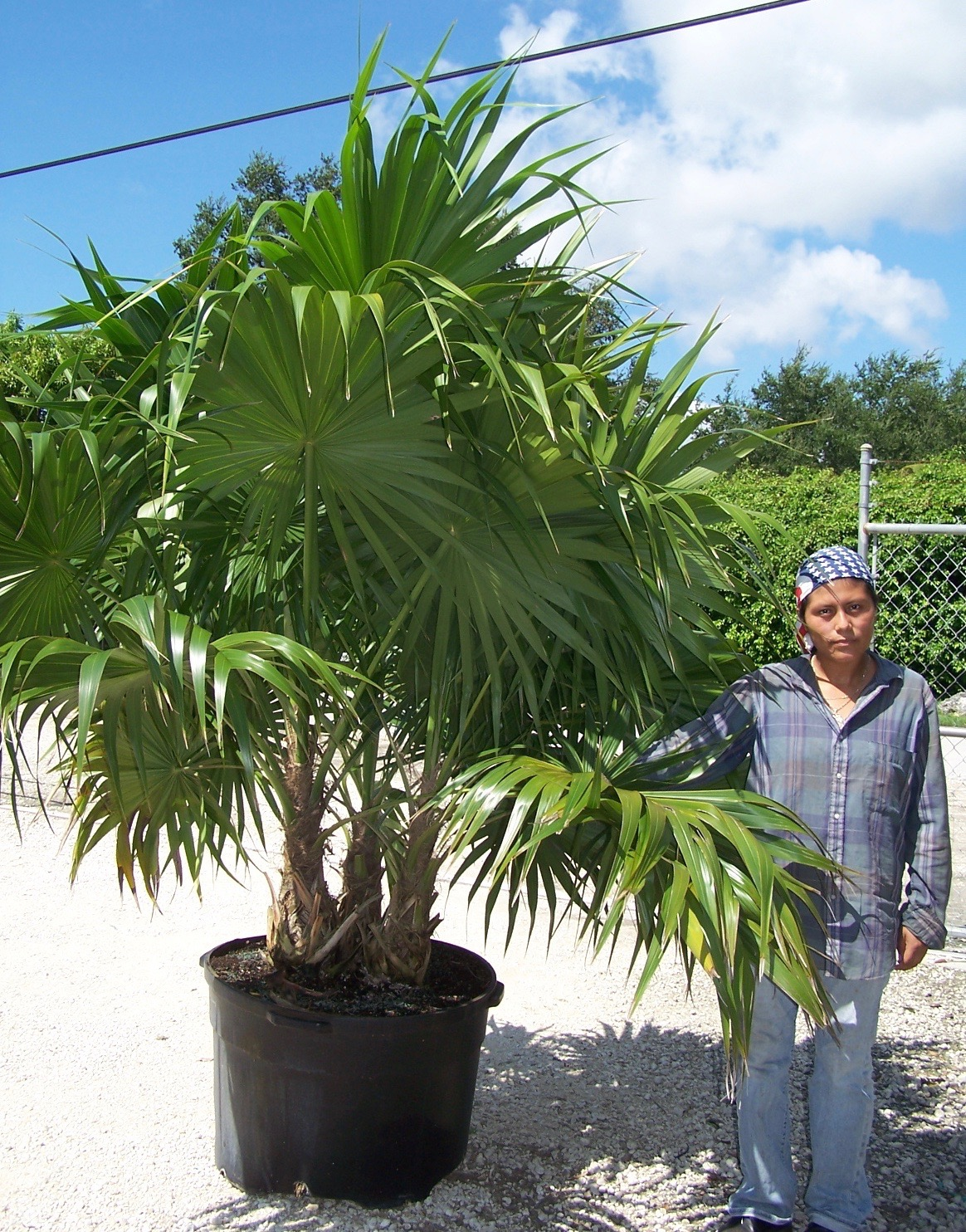
Mladý Thrinax radiata

## Význam
Listy trinaxů jsou místně využívány jako střešní krytina, vlákna slouží k pletení košů. Růstové vrcholy některých druhů jsou jedlé (palmové zelí). Je možno je pěstovat jako okrasné palmy a jsou vhodné pro zásadité a nebo zasolené půdy. Jejich nevýhodou je velmi pomalý růst. Jsou pěstovány zřídka. Vyžadují dostatek slunce a dobře propustnou půdu. Velmi pěkným druhem je jamajský T. excelsa. Druh T. radiata je možno pěstovat i v teplých oblastech mírného pásu, nesnáší však zamokřené půdy.